# Ali Fathi
Ali Fathi (in arabo علي فتحي‎?; Il Cairo, 2 gennaio 1992) è un calciatore egiziano, difensore dell'El-Entag El-Harby.